# عبدالشکور عظیمی
عبدالشکور عظیمی (انگلیسی: Abdul Shacour Azimi؛ زادهٔ ۱۹۲۳) بازیکن فوتبال اهل افغانستان بود.
وی به همراه تیم ملی فوتبال افغانستان در بازی‌های المپیک تابستانی ۱۹۴۸ شرکت کرده است.